# Miles van Plancy
Miles van Plancy (overleden 1174), ook bekend als Milon of Milo, was een edele in het koninkrijk Jeruzalem.

## Biografie
Hij werd geboren in de Champagne en kwam naar het oosten rond 1160, waar hij koning Amalrik I diende, aan wie hij ver was verwant. Amalrik benoemde hem tot hofmaarschalk van Jeruzalem, en in 1167 heeft hij met Amalrik deelgenomen aan een expeditie naar Egypte. Hij moedigde Amalrik aan om een verdrag te sluiten met Egypte, in plaats van het met geweld te veroveren of te plunderen.  Toen Amalrik terugkeerde in Jeruzalem, viel Egypte al snel in de handen van Nur ad-Din en zijn commandant Shirkuh. Dit zou uiteindelijk leiden tot de unie tussen Syrië en Egypte onder Saladin.
In 1170 werd een fort gebouwd op de Gazastrook door de Tempeliers, om de omgeving daar te verdedigen tegen aanvallen vanuit Egypte. Miles zou niet toestaan dat de ongewapende inwoners van de stad schuilplaats zouden zoeken en tijdens een beleg gedood konden worden. In 1173 trouwde hij met Stephanie van Milly, dochter van Filips van Milly en weduwe van Humfred III van Toron. Door zijn huwelijk met Stephanie, werd hij heer van Montreal en heer van Oultrejordain. De erfenis van Montreal was echter controversieel; Stephanie had het gekregen na het overlijden van haar jonge nichtje, Beatrice van Brisebarre. Beatrice's vader, Walter III van Brisebarre, was eerder al gedwongen geweest om zijn heerschappij van Beiroet in te wisselen voor geld. Hij werd gecompenseerd door zijn schoonzusters erfenis van Montreal, en kreeg het gebied van Blanchegarde. De wrok van de Brisebarre's kan een belangrijke factor zijn geweest in de latere moord op Miles.
Amalrik stierf en Miles fungeerde als onofficiële regent voor zijn zoon Boudewijn IV, die ondanks dat hij aan lepra leed, toch in zijn recht gekroond werd tot koning. Kroniekschrijver Willem van Tyrus was geen bewonderaar van Miles, hij noemde hem: een ruziemaker, een lasteraar en een veroorzaker van problemen. Waarop Miles enkele Barons van koninkrijk beledigde, met name de naaste oosterlingen, door te weigeren hen te raadplegen voor eventueel advies. Graaf Raymond III van Tripoli kwam naar Jeruzalem en voerde de regentenraad aan, als naaste familielid van Boudewijn. Raymond werd gesteund door machtige baronnen, met onder meer de stiefvader van de koning Reginald van Sidon, Humfred II van Toron (grootvader van Miles stiefzoon) en de broers Boudewijn van Ibelin en Balian van Ibelin.
In oktober 1174, werd Miles vermoord in Akko. Volgens de Regni Iherosolymitani Brevis Historia in de annalen van Genua valt de schuld van de moord op Walter III van Brisebarre, voormalig heer van Beiroet, en zijn broer Guy. Zoals hierboven vermeld, was Walter getrouwd met Helena van Milly, oudere zus van Miles vrouw Stephanie, en het is mogelijk dat de moord een gevolg was van een twist tussen de families. Het is ook mogelijk, zoals Willem van Tyrus heeft aangegeven, dat de Brisebarre broers, die al benadeeld werden, werd verder gestimuleerd door Miles de politieke tegenstanders. Er is geen direct bewijs dat Raymond was betrokken, maar hij was zeker de voornaamste begunstigde. 
Binnen enkele dagen benoemde het Hoge Hof van Jeruzalem, Raymond tot regent. Stephanie trouwde met Reinoud van Châtillon, de weduwnaar van Constance I van Antiochië in 1176